# یویا آساتو
یویا آساتو (انگلیسی: Yūya Asato؛ زادهٔ ۴ دسامبر ۱۹۸۷) بازیگر اهل ژاپن است. وی از سال ۲۰۱۱ میلادی تاکنون مشغول فعالیت بوده‌است.